# The Punisher (seriál)
Marvel's The Punisher, či zkráceně The Punisher, je americký televizní seriál od Steva Lightfoota, založený na stejnojmenném antihrdinovi Marvel Comics. Seriál je umístěn v Marvel Cinematic Universe (MCU), sdílí kontinuitu s filmy a seriály MCU a je spin-offem Marvel's Daredevil. Je produkován společností Marvel Television ve spolupráci s firmou ABC Studios, přičemž showrunnerem je Steven Lightfoot.
The Punisher byl zveřejněn 17. listopadu 2017 na Netflixu. V prosinci 2017 bylo oznámeno, že seriál získal druhou řadu, která měla premiéru dne 18. ledna 2019. Dne 18. února 2019 bylo Netflixem oznámeno zrušení seriálu po dvou řadách.

## Příběh
Frank Castle, v New York City známý jako "Punisher", prahne po pomstě na těch, kteří jsou zodpovědní za smrt jeho rodiny. Postupem času však odhaluje ještě větší spiknutí, než je smrt jeho ženy a dětí.

## Obsazení

### Hlavní role
- Jon Bernthal jako Frank Castle / Punisher[4][5] [6][7].[8][9][10]
- Ebon Moss-Bachrach jako David Lieberman / Micro[11][12][9]
- Ben Barnes jako Billy Russo[13][11]
- Amber Rose Revah as Dinah Madani[11][14][14]
- Deborah Ann Woll jako Karen Page[15][16][8][9]
- Daniel Webber jako Lewis Walcott[17]
- Jason R. Moore jako Curtis Hoyle[17]
- Paul Schulze jako William Rawlins[17]
- Michael Nathanson jako Sam Stein[17]
- Jaime Ray Newman jako Sarah Lieberman[17]
- Deborah Ann Woll jako Karen Page

### Vedlejší role
- C. Thomas Howell jako Carson Wolf
- Shohreh Aghdashloo jako Farah Madani[18][19]
- Shohreh Aghdashloo jako Farah Madani
- Geoffrey Cantor jako Mitchell Ellison
- Clancy Brown jako Major Ray Schoonover
- Delaney Williams jako O'Connor
- Kelli Barrett jako Maria Castle
- Aidan Pierce Brennan jako Frank Castle Jr.
- Nicolette Pierini jako Lisa Castle
- Kobi Frumer jako Zach Lieberman
- Ripley Sobo jako Leo Lieberman
- Tony Plana jako Rafael 'Rafi' Hernandez
- Jordan Mahome jako Isaac
- Shez Sardar jako Ahmad Zubair
- Jeb Kreager jako Gunner Henderson

### Hostující role
- Mary Elizabeth Mastrantonio jako Marion James[20]
- Rob Morgan jako Turk Barrett[21]
- Royce Johnson jako Brett Mahoney
- Tim Guinee jako Clay Wilson
- Rick Holmes jako Stan Ori

## Vysílání
| Řada | Díly | Premiéra na Netflixu |
| ---- | ---- | -------------------- |
| 1    | 13   | 17. listopadu 2017   |
| 2    | 13   | 18. ledna 2019       |